# Spartolus minax
Spartolus minax är en insektsart som först beskrevs av Walker, F. 1871.  Spartolus minax ingår i släktet Spartolus och familjen torngräshoppor. Inga underarter finns listade i Catalogue of Life.